# Saison 2022-2023 des Grizzlies de Memphis
La saison 2022-2023 des Grizzlies de Memphis est la 28e saison de la franchise en National Basketball Association (NBA) et la 22e saison dans la ville de Memphis.

## Draft
| Tour | Choix | Joueur             | Poste | Nationalité | Provenance           |
| ---- | ----- | ------------------ | ----- | ----------- | -------------------- |
| 1    | 22    | Walker Kessler     | C     | États-Unis  | Tigers d'Auburn      |
| 1    | 29    | TyTy Washington    | G     | États-Unis  | Wildcats du Kentucky |
| 2    | 47    | Vince Williams Jr. | G/F   | États-Unis  | Rams de VCU          |

## Matchs

### Summer League
| Summer League Total: 4-4 |

| Match | Date match | Équipe        | Score    | Meilleur marqueur       | Meilleur rebondeur  | Meilleur passeur    | Lieux Spectateurs             | Série |
| ----- | ---------- | ------------- | -------- | ----------------------- | ------------------- | ------------------- | ----------------------------- | ----- |
| 1     | 5 juillet  | Philadelphie  | V 103-99 | Xavier Tillman (16)     | Quatre joueurs (4)  | Ziaire Williams (8) | Vivint Smart Home Arena 5 377 | 1 - 0 |
| 2     | 6 juillet  | Oklahoma City | D 71-87  | Kenneth Lofton Jr. (19) | Dakota Mathias (8)  | Tremont Waters (5)  | Vivint Smart Home Arena 0     | 1 - 1 |
| 3     | 7 juillet  | Utah          | V 95-84  | Ziaire Williams (19)    | Xavier Tillman (13) | Tremont Waters (5)  | Vivint Smart Home Arena 0     | 2 - 1 |

| Match | Date match | Équipe        | Score    | Meilleur marqueur       | Meilleur rebondeur      | Meilleur passeur       | Lieux Spectateurs      | Série |
| ----- | ---------- | ------------- | -------- | ----------------------- | ----------------------- | ---------------------- | ---------------------- | ----- |
| 1     | 9 juillet  | L.A. Clippers | D 76-94  | Kenneth Lofton Jr. (18) | Santi Aldama (8)        | Kennedy Chandler (3)   | Cox Pavilion 0         | 0 - 1 |
| 2     | 10 juillet | Minnesota     | V 70-63  | Santi Aldama (22)       | Kenneth Lofton Jr. (10) | Kennedy Chandler (4)   | Cox Pavilion 0         | 1 - 1 |
| 3     | 13 juillet | Brooklyn      | V 120-84 | Santi Aldama (31)       | Santi Aldama (9)        | Ziaire Williams (8)    | Cox Pavilion 0         | 2 - 1 |
| 4     | 14 juillet | Boston        | D 91-108 | Ziaire Williams (21)    | Ziaire Williams (7)     | Kennedy Chandler (10)  | Thomas & Mack Center 0 | 2 - 2 |
| 5     | 16 juillet | San Antonio   | D 87-90  | Kenneth Lofton Jr. (27) | Kenneth Lofton Jr. (12) | Vince Williams Jr. (6) | Thomas & Mack Center 0 | 2 - 3 |

### Pré-saison
| Pré-saison Total: 3-2 (Domicile : 1-1; Extérieur : 2-1) |

| Match | Date match  | Équipe      | Score     | Meilleur marqueur  | Meilleur rebondeur | Meilleur passeur     | Lieux Spectateurs           | Série |
| ----- | ----------- | ----------- | --------- | ------------------ | ------------------ | -------------------- | --------------------------- | ----- |
| 1     | 1er octobre | @ Milwaukee | V 107-102 | David Roddy (18)   | Santi Aldama (8)   | Kennedy Chandler (8) | Fiserv Forum 13 023         | 1 - 0 |
| 2     | 3 octobre   | Orlando     | V 109-97  | Ja Morant (22)     | John Konchar (9)   | Ja Morant (7)        | FedExForum 13 431           | 2 - 0 |
| 3     | 7 octobre   | Miami       | D 108-111 | Dillon Brooks (18) | Steven Adams (8)   | Tyus Jones (5)       | FedExForum 14 395           | 2 - 1 |
| 4     | 11 octobre  | @ Orlando   | D 105-109 | Desmond Bane (33)  | Steven Adams (10)  | Brooks, Morant (4)   | Amway Center 16 006         | 2 - 2 |
| 5     | 13 octobre  | @ Détroit   | V 126-111 | Ja Morant (31)     | Trois joueurs (8)  | Ja Morant (4)        | Little Caesars Arena 12 104 | 3 - 2 |

### Saison régulière
| Saison régulière Total: 51-31 (Domicile : 35-6; Extérieur : 16-25) |

| Match | Date match | Équipe       | Score          | Meilleur marqueur | Meilleur rebondeur | Meilleur passeur | Lieux Spectateurs               | Série |
| ----- | ---------- | ------------ | -------------- | ----------------- | ------------------ | ---------------- | ------------------------------- | ----- |
| 1     | 19 octobre | New York     | V 115-112 (OT) | Ja Morant (34)    | Steven Adams (14)  | Ja Morant (9)    | FedExForum 18 202               | 1 - 0 |
| 2     | 21 octobre | @ Houston    | V 129-122      | Ja Morant (49)    | Adams, Aldama (9)  | Ja Morant (8)    | Toyota Center 18 055            | 2 - 0 |
| 3     | 22 octobre | @ Dallas     | D 96-137       | Ja Morant (20)    | Santi Aldama (6)   | Tyus Jones (5)   | American Airlines Center 20 377 | 2 - 1 |
| 4     | 24 octobre | Brooklyn     | V 134-124      | Bane, Morant (38) | Steven Adams (13)  | Bane, Morant (7) | FedExForum 17 392               | 3 - 1 |
| 5     | 27 octobre | @ Sacramento | V 125-110      | Desmond Bane (31) | Steven Adams (11)  | Ja Morant (6)    | Golden 1 Center 15 511          | 4 - 1 |
| 6     | 29 octobre | @ Utah       | D 123-124      | Desmond Bane (32) | Steven Adams (10)  | Tyus Jones (10)  | Vivint Smart Home Arena 18 206  | 4 - 2 |
| 7     | 31 octobre | @ Utah       | D 105-121      | Ja Morant (37)    | Steven Adams (9)   | Ja Morant (4)    | Vivint Smart Home Arena 18 206  | 4 - 3 |

| Match | Date match  | Équipe                | Score          | Meilleur marqueur      | Meilleur rebondeur     | Meilleur passeur  | Lieux Spectateurs            | Série  |
| ----- | ----------- | --------------------- | -------------- | ---------------------- | ---------------------- | ----------------- | ---------------------------- | ------ |
| 8     | 2 novembre  | @ Portland            | V 111-106      | Desmond Bane (29)      | Steven Adams (11)      | Ja Morant (7)     | Moda Center 19 462           | 5 - 3  |
| 9     | 4 novembre  | Charlotte             | V 130-99       | Dillon Brooks (23)     | Steven Adams (19)      | Ja Morant (11)    | FedExForum 17 187            | 6 - 3  |
| 10    | 6 novembre  | Washington            | V 103-97       | Desmond Bane (28)      | Adams, Aldama (10)     | Ja Morant (6)     | FedExForum 16 877            | 7 - 3  |
| 11    | 7 novembre  | Boston                | D 106-109      | Ja Morant (30)         | Clarke, Morant (8)     | Ja Morant (9)     | FedExForum 17 371            | 7 - 4  |
| 12    | 9 novembre  | @ San Antonio         | V 124-122 (OT) | Bane, Morant (32)      | Steven Adams (19)      | Desmond Bane (6)  | AT&T Center 13 507           | 8 - 4  |
| 13    | 11 novembre | Minnesota             | V 114-103      | Ja Morant (28)         | Ja Morant (10)         | Ja Morant (8)     | FedExForum 16 939            | 9 - 4  |
| 14    | 13 novembre | @ Washington          | D 92-102       | Dillon Brooks (19)     | Steven Adams (10)      | Steven Adams (6)  | Capital One Arena 17 667     | 9 - 5  |
| 15    | 15 novembre | @ La Nouvelle-Orléans | D 102-113      | Ja Morant (36)         | Brandon Clarke (13)    | Ja Morant (4)     | Smoothie King Center 14 032  | 9 - 6  |
| 16    | 18 novembre | Oklahoma City         | V 121-110      | Jaren Jackson Jr. (25) | Jaren Jackson Jr. (12) | Ja Morant (11)    | FedExForum 17 324            | 10 - 6 |
| 17    | 20 novembre | @ Brooklyn            | D 115-127      | Dillon Brooks (31)     | Steven Adams (10)      | John Konchar (7)  | Barclays Center 18 241       | 10 - 7 |
| 18    | 22 novembre | Sacramento            | D 109-113      | Ja Morant (34)         | Steven Adams (16)      | Jones, Morant (6) | FedExForum 16 826            | 10 - 8 |
| 19    | 25 novembre | La Nouvelle-Orléans   | V 132-111      | Dillon Brooks (25)     | Steven Adams (11)      | Ja Morant (11)    | FedExForum 17 794            | 11 - 8 |
| 20    | 27 novembre | @ New York            | V 127-123      | Ja Morant (27)         | Adams, Morant (10)     | Ja Morant (14)    | Madison Square Garden 19 524 | 12 - 8 |
| 21    | 30 novembre | @ Minnesota           | D 101-109      | Ja Morant (24)         | Steven Adams (12)      | Ja Morant (6)     | Target Center 15 980         | 12 - 9 |

| Match | Date match  | Équipe              | Score     | Meilleur marqueur        | Meilleur rebondeur       | Meilleur passeur | Lieux Spectateurs           | Série   |
| ----- | ----------- | ------------------- | --------- | ------------------------ | ------------------------ | ---------------- | --------------------------- | ------- |
| 22    | 2 décembre  | Philadelphie        | V 117-109 | Ja Morant (28)           | Steven Adams (16)        | Steven Adams (6) | FedExForum 17 022           | 13 - 9  |
| 23    | 4 décembre  | @ Détroit           | V 122-112 | Ja Morant (33)           | Brandon Clarke (14)      | Ja Morant (10)   | Little Caesars Arena 20 088 | 14 - 9  |
| 24    | 5 décembre  | Miami               | V 101-93  | Tyus Jones (28)          | Santi Aldama (10)        | Tyus Jones (10)  | FedExForum 16 122           | 15 - 9  |
| 25    | 7 décembre  | Oklahoma City       | V 123-102 | Ja Morant (26)           | Ja Morant (13)           | Ja Morant (11)   | FedExForum 15 942           | 16 - 9  |
| 26    | 9 décembre  | Détroit             | V 114-103 | Jaren Jackson Jr. (20)   | Steven Adams (8)         | Ja Morant (12)   | FedExForum 17 103           | 17 - 9  |
| 27    | 12 décembre | Atlanta             | V 128-103 | Tyus Jones (22)          | Jackson Jr., Konchar (7) | Tyus Jones (11)  | FedExForum 16 544           | 18 - 9  |
| 28    | 15 décembre | Milwaukee           | V 142-101 | Ja Morant (25)           | Ja Morant (10)           | Ja Morant (10)   | FedExForum 17 794           | 19 - 9  |
| 29    | 17 décembre | @ Oklahoma City     | D 109-115 | Dillon Brooks (32)       | Clarke, Jackson Jr. (8)  | John Konchar (3) | Paycom Center 16 895        | 19 - 10 |
| 30    | 20 décembre | @ Denver            | D 91-105  | Ja Morant (35)           | Steven Adams (10)        | Ja Morant (10)   | Ball Arena 19 605           | 19 - 11 |
| 31    | 23 décembre | @ Phoenix           | V 125-100 | Clarke, Jackson Jr. (24) | Steven Adams (11)        | Ja Morant (11)   | Footprint Center 17 071     | 20 - 11 |
| 32    | 25 décembre | @ Golden State      | D 109-123 | Ja Morant (36)           | Steven Adams (14)        | Ja Morant (8)    | Chase Center 18 064         | 20 - 12 |
| 33    | 27 décembre | Phoenix             | D 108-125 | Ja Morant (34)           | Steven Adams (9)         | Ja Morant (6)    | FedExForum 18 239           | 20 - 13 |
| 34    | 29 décembre | @ Toronto           | V 119-106 | Dillon Brooks (25)       | Steven Adams (17)        | Ja Morant (17)   | Scotiabank Arena 19 800     | 21 - 13 |
| 35    | 31 décembre | La Nouvelle-Orléans | V 116-101 | Ja Morant (32)           | Steven Adams (21)        | Ja Morant (8)    | FedExForum 17 951           | 22 - 13 |

| Match | Date match  | Équipe         | Score     | Meilleur marqueur      | Meilleur rebondeur     | Meilleur passeur | Lieux Spectateurs            | Série   |
| ----- | ----------- | -------------- | --------- | ---------------------- | ---------------------- | ---------------- | ---------------------------- | ------- |
| 36    | 1er janvier | Sacramento     | V 118-108 | Ja Morant (35)         | Steven Adams (23)      | Tyus Jones (8)   | FedExForum 17 794            | 23 - 13 |
| 37    | 4 janvier   | @ Charlotte    | V 131-107 | Ja Morant (23)         | Steven Adams (15)      | Ja Morant (8)    | Spectrum Center 19 249       | 24 - 13 |
| 38    | 5 janvier   | @ Orlando      | V 123-115 | Ja Morant (32)         | Jaren Jackson Jr. (10) | Tyus Jones (8)   | Amway Center 19 184          | 25 - 13 |
| 39    | 8 janvier   | Utah           | V 123-118 | Desmond Bane (24)      | Xavier Tillman (9)     | Desmond Bane (9) | FedExForum 17 794            | 26 - 13 |
| 40    | 9 janvier   | San Antonio    | V 121-113 | Tyus Jones (24)        | Steven Adams (15)      | Tyus Jones (6)   | FedExForum 16 013            | 27 - 13 |
| 41    | 11 janvier  | San Antonio    | V 135-129 | Ja Morant (38)         | Steven Adams (18)      | Steven Adams (5) | FedExForum 16 454            | 28 - 13 |
| 42    | 14 janvier  | @ Indiana      | V 130-112 | Desmond Bane (25)      | Jaren Jackson Jr. (10) | Ja Morant (10)   | Gainbridge Fieldhouse 17 274 | 29 - 13 |
| 43    | 16 janvier  | Phoenix        | V 136-106 | Ja Morant (29)         | Steven Adams (9)       | Tyus Jones (8)   | FedExForum 17 794            | 30 - 13 |
| 44    | 18 janvier  | Cleveland      | V 115-114 | Desmond Bane (25)      | Steven Adams (10)      | Ja Morant (8)    | FedExForum 16 892            | 31 - 13 |
| 45    | 20 janvier  | @ L.A. Lakers  | D 121-122 | Ja Morant (22)         | Steven Adams (17)      | Ja Morant (8)    | Crypto.com Arena 18 997      | 31 - 14 |
| 46    | 22 janvier  | @ Phoenix      | D 110-112 | Ja Morant (27)         | Steven Adams (16)      | Ja Morant (8)    | Footprint Center 17 071      | 31 - 15 |
| 47    | 23 janvier  | @ Sacramento   | D 100-133 | Desmond Bane (21)      | Jones, Tillman (6)     | Tyus Jones (8)   | Golden 1 Center 17 821       | 31 - 16 |
| 48    | 25 janvier  | @ Golden State | D 120-122 | Ja Morant (29)         | Brandon Clarke (8)     | Ja Morant (12)   | Chase Center 18 064          | 31 - 17 |
| 49    | 27 janvier  | @ Minnesota    | D 100-111 | Ja Morant (27)         | Ja Morant (10)         | Ja Morant (11)   | Target Center 17 136         | 31 - 18 |
| 50    | 29 janvier  | Indiana        | V 112-100 | Jaren Jackson Jr. (28) | Ja Morant (10)         | Ja Morant (15)   | FedExForum 17 794            | 32 - 18 |

| Match                  | Date match  | Équipe         | Score     | Meilleur marqueur      | Meilleur rebondeur      | Meilleur passeur | Lieux Spectateurs                 | Série   |
| ---------------------- | ----------- | -------------- | --------- | ---------------------- | ----------------------- | ---------------- | --------------------------------- | ------- |
| 51                     | 1er février | Portland       | D 112-122 | Ja Morant (32)         | Xavier Tillman (10)     | Ja Morant (12)   | FedExForum 14 589                 | 32 - 19 |
| 52                     | 2 février   | @ Cleveland    | D 113-128 | Desmond Bane (25)      | Santi Aldama (10)       | Ja Morant (8)    | Rocket Mortgage FieldHouse 19 432 | 32 - 20 |
| 53                     | 5 février   | Toronto        | D 103-106 | Desmond Bane (26)      | Xavier Tillman (9)      | Tyus Jones (7)   | FedExForum 17 794                 | 32 - 21 |
| 54                     | 7 février   | Chicago        | V 104-89  | Ja Morant (34)         | Brandon Clarke (13)     | Ja Morant (7)    | FedExForum 17 012                 | 33 - 21 |
| 55                     | 10 février  | Minnesota      | V 128-107 | Ja Morant (32)         | Ja Morant (9)           | Ja Morant (9)    | FedExForum 17 794                 | 34 - 21 |
| 56                     | 12 février  | @ Boston       | D 109-119 | Ja Morant (25)         | Aldama, Jackson Jr. (7) | Bane, Morant (7) | TD Garden 19 156                  | 34 - 22 |
| 57                     | 15 février  | Utah           | V 117-111 | Jaren Jackson Jr. (26) | Brandon Clarke (10)     | Ja Morant (9)    | FedExForum 16 748                 | 35 - 22 |
| NBA All-Star Game 2023 |             |                |           |                        |                         |                  |                                   |         |
| 58                     | 23 février  | @ Philadelphie | D 105-110 | Desmond Bane (25)      | Xavier Tillman (12)     | Tyus Jones (6)   | Wells Fargo Center 21 205         | 35 - 23 |
| 59                     | 25 février  | Denver         | V 112-94  | Ja Morant (23)         | Brandon Clarke (9)      | Tyus Jones (5)   | FedExForum 18 302                 | 36 - 23 |
| 60                     | 28 février  | L.A. Lakers    | V 121-109 | Ja Morant (39)         | Xavier Tillman (11)     | Ja Morant (10)   | FedExForum 17 794                 | 37 - 23 |

| Match | Date match | Équipe          | Score          | Meilleur marqueur      | Meilleur rebondeur       | Meilleur passeur  | Lieux Spectateurs               | Série   |
| ----- | ---------- | --------------- | -------------- | ---------------------- | ------------------------ | ----------------- | ------------------------------- | ------- |
| 61    | 1er mars   | @ Houston       | V 113-99       | Desmond Bane (30)      | Desmond Bane (9)         | Ja Morant (7)     | Toyota Center 15 919            | 38 - 23 |
| 62    | 3 mars     | @ Denver        | D 97-113       | Ja Morant (27)         | Xavier Tillman (10)      | Ja Morant (10)    | Ball Arena 19 641               | 38 - 24 |
| 63    | 5 mars     | @ L.A. Clippers | D 129-135      | Desmond Bane (30)      | Jackson Jr., Tillman (5) | Tyus Jones (12)   | Crypto.com Arena 19 068         | 38 - 25 |
| 64    | 7 mars     | @ L.A. Lakers   | D 103-112      | Jaren Jackson Jr. (26) | Xavier Tillman (10)      | Bane, Kennard (5) | Crypto.com Arena 18 997         | 38 - 26 |
| 65    | 9 mars     | Golden State    | V 131-110      | Tyus Jones (22)        | Jaren Jackson Jr. (9)    | Tyus Jones (11)   | FedExForum 17 794               | 39 - 26 |
| 66    | 11 mars    | Dallas          | V 112-108      | Desmond Bane (25)      | Xavier Tillman (8)       | Tyus Jones (10)   | FedExForum 17 794               | 40 - 26 |
| 67    | 13 mars    | @ Dallas        | V 104-88       | Desmond Bane (23)      | Santi Aldama (9)         | Desmond Bane (7)  | American Airlines Center 20 303 | 41 - 26 |
| 68    | 15 mars    | @ Miami         | D 119-138      | Jaren Jackson Jr. (25) | Jaren Jackson Jr. (9)    | Tyus Jones (5)    | Miami-Dade Arena 19 794         | 41 - 27 |
| 69    | 17 mars    | @ San Antonio   | V 126-120 (OT) | Jaren Jackson Jr. (28) | Tyus Jones (10)          | Tyus Jones (10)   | AT&T Center 15 221              | 42 - 27 |
| 70    | 18 mars    | Golden State    | V 133-119      | Jaren Jackson Jr. (31) | Xavier Tillman (10)      | Tyus Jones (14)   | FedExForum 18 396               | 43 - 27 |
| 71    | 20 mars    | Dallas          | V 112-108      | Jaren Jackson Jr. (28) | Santi Aldama (14)        | Tyus Jones (6)    | FedExForum 17 794               | 44 - 27 |
| 72    | 22 mars    | Houston         | V 130-125      | Jaren Jackson Jr. (37) | Jaren Jackson Jr. (10)   | Bane, Jones (7)   | FedExForum 17 794               | 45 - 27 |
| 73    | 24 mars    | Houston         | V 151-114      | Luke Kennard (30)      | Jaren Jackson Jr. (7)    | Tyus Jones (9)    | FedExForum 17 851               | 46 - 27 |
| 74    | 26 mars    | @ Atlanta       | V 123-119      | Ja Morant (27)         | Jackson Jr., Tillman (8) | Ja Morant (10)    | State Farm Arena 18 056         | 47 - 27 |
| 75    | 28 mars    | Orlando         | V 113-108      | Desmond Bane (31)      | Jaren Jackson Jr. (10)   | Tyus Jones (8)    | FedExForum 16 507               | 48 - 27 |
| 76    | 29 mars    | L.A. Clippers   | D 132-141      | Ja Morant (36)         | Xavier Tillman (9)       | Ja Morant (9)     | FedExForum 16 775               | 48 - 28 |
| 77    | 31 mars    | L.A. Clippers   | V 108-94       | Desmond Bane (22)      | Trois joueurs (8)        | Desmond Bane (9)  | FedExForum 16 376               | 49 - 28 |

| Match | Date match | Équipe                | Score          | Meilleur marqueur       | Meilleur rebondeur       | Meilleur passeur    | Lieux Spectateurs           | Série   |
| ----- | ---------- | --------------------- | -------------- | ----------------------- | ------------------------ | ------------------- | --------------------------- | ------- |
| 78    | 2 avril    | @ Chicago             | D 107-128      | Jaren Jackson Jr. (31)  | Ja Morant (10)           | Ja Morant (10)      | United Center 20 944        | 49 - 29 |
| 79    | 4 avril    | Portland              | V 119-109      | Desmond Bane (30)       | Santi Aldama (11)        | Ja Morant (9)       | FedExForum 17 558           | 50 - 29 |
| 80    | 5 avril    | @ La Nouvelle-Orléans | D 131-138 (OT) | Jaren Jackson Jr. (40)  | Jackson Jr., Konchar (9) | Tyus Jones (12)     | Smoothie King Center 17 232 | 50 - 30 |
| 81    | 7 avril    | @ Milwaukee           | V 137-114      | Jaren Jackson Jr. (36)  | Desmond Bane (8)         | Tyus Jones (9)      | Fiserv Forum 18 010         | 51 - 30 |
| 82    | 9 avril    | @ Oklahoma City       | D 100-115      | Kenneth Lofton Jr. (42) | Kenneth Lofton Jr. (14)  | Ziaire Williams (9) | Paycom Center 16 601        | 51 - 31 |

### Playoffs
| Playoffs Total: 2-4 (Domicile : 2-1; Extérieur : 0-3) |

| Match | Date match | Équipe        | Score          | Meilleur marqueur      | Meilleur rebondeur     | Meilleur passeur | Lieux Spectateurs       | Série |
| ----- | ---------- | ------------- | -------------- | ---------------------- | ---------------------- | ---------------- | ----------------------- | ----- |
| 1     | 16 avril   | L.A. Lakers   | D 112-128      | Jaren Jackson Jr. (31) | Aldama, Morant (6)     | Desmond Bane (6) | FedExForum 18 487       | 0 - 1 |
| 2     | 19 avril   | L.A. Lakers   | V 103-93       | Xavier Tillman (22)    | Xavier Tillman (13)    | Tyus Jones (8)   | FedExForum 17 928       | 1 - 1 |
| 3     | 22 avril   | @ L.A. Lakers | D 101-111      | Ja Morant (45)         | Xavier Tillman (12)    | Ja Morant (13)   | Crypto.com Arena 18 997 | 1 - 2 |
| 4     | 24 avril   | @ L.A. Lakers | D 111-117 (OT) | Desmond Bane (36)      | Jaren Jackson Jr. (14) | Ja Morant (7)    | Crypto.com Arena 18 997 | 1 - 3 |
| 5     | 26 avril   | L.A. Lakers   | V 116-99       | Desmond Bane (33)      | Trois joueurs (10)     | Ja Morant (7)    | FedExForum 18 117       | 2 - 3 |
| 6     | 28 avril   | @ L.A. Lakers | D 85-125       | Santi Aldama (16)      | Roddy, Tillman (6)     | Ja Morant (6)    | Crypto.com Arena 18 997 | 2 - 4 |

### Confrontations en saison régulière
| Conférence Est      | Conférence Est                             | Conférence Est                             | Conférence Ouest                           | Conférence Ouest                           | Conférence Ouest                           | Conférence Ouest                           | Conférence Ouest                           |
| Division Atlantique | Division Atlantique                        | Division Atlantique                        | Division Nord-Ouest                        | Division Nord-Ouest                        | Division Nord-Ouest                        | Division Nord-Ouest                        | Division Nord-Ouest                        |
| Équipe              | Domicile                                   | Extérieur                                  | Équipe                                     | Domicile                                   | Domicile                                   | Extérieur                                  | Extérieur                                  |
| ------------------- | ------------------------------------------ | ------------------------------------------ | ------------------------------------------ | ------------------------------------------ | ------------------------------------------ | ------------------------------------------ | ------------------------------------------ |
| Boston              | 106-109                                    | 109-119                                    | Denver                                     | 112-94                                     |                                            | 91-105                                     | 97-113                                     |
| Brooklyn            | 134-124                                    | 115-127                                    | Minnesota                                  | 114-103                                    | 128-107                                    | 101-109                                    | 100-111                                    |
| New York            | 115-112 (OT)                               | 127-123                                    | Oklahoma City                              | 121-110                                    | 123-102                                    | 109-115                                    | 100-115                                    |
| Philadelphie        | 117-109                                    | 105-110                                    | Portland                                   | 112-122                                    | 119-109                                    | 111-106                                    |                                            |
| Toronto             | 103-106                                    | 119-106                                    | Utah                                       | 123-118                                    | 117-111                                    | 123-124                                    | 105-121                                    |
| Division            | 5-5 (Domicile : 3-2; Extérieur : 2-3)      | 5-5 (Domicile : 3-2; Extérieur : 2-3)      | Division                                   | 9-9 (Domicile : 8-1; Extérieur : 1-8)      | 9-9 (Domicile : 8-1; Extérieur : 1-8)      | 9-9 (Domicile : 8-1; Extérieur : 1-8)      | 9-9 (Domicile : 8-1; Extérieur : 1-8)      |
| Division Centrale   | Division Centrale                          | Division Centrale                          | Division Pacifique                         | Division Pacifique                         | Division Pacifique                         | Division Pacifique                         | Division Pacifique                         |
| Équipe              | Domicile                                   | Extérieur                                  | Équipe                                     | Domicile                                   | Domicile                                   | Extérieur                                  | Extérieur                                  |
| Chicago             | 104-89                                     | 107-128                                    | Golden State                               | 131-110                                    | 133-119                                    | 109-123                                    | 120-122                                    |
| Cleveland           | 115-114                                    | 113-128                                    | L.A. Clippers                              | 132-141                                    | 108-94                                     | 129-135                                    |                                            |
| Detroit             | 114-103                                    | 122-112                                    | L.A. Lakers                                | 121-109                                    |                                            | 121-122                                    | 103-112                                    |
| Indiana             | 112-100                                    | 130-112                                    | Phoenix                                    | 108-125                                    | 136-106                                    | 125-100                                    | 110-112                                    |
| Milwaukee           | 142-101                                    | 137-114                                    | Sacramento                                 | 109-113                                    | 118-108                                    | 125-110                                    | 100-133                                    |
| Division            | 8-2 (Domicile : 5-0; Extérieur : 3-2)      | 8-2 (Domicile : 5-0; Extérieur : 3-2)      | Division                                   | 8-10 (Domicile : 6-3; Extérieur : 2-7)     | 8-10 (Domicile : 6-3; Extérieur : 2-7)     | 8-10 (Domicile : 6-3; Extérieur : 2-7)     | 8-10 (Domicile : 6-3; Extérieur : 2-7)     |
| Division Sud-Est    | Division Sud-Est                           | Division Sud-Est                           | Division Sud-Ouest                         | Division Sud-Ouest                         | Division Sud-Ouest                         | Division Sud-Ouest                         | Division Sud-Ouest                         |
| Équipe              | Domicile                                   | Extérieur                                  | Équipe                                     | Domicile                                   | Domicile                                   | Extérieur                                  | Extérieur                                  |
| Atlanta             | 128-103                                    | 123-119                                    | Dallas                                     | 112-108                                    | 112-108                                    | 96-137                                     | 104-88                                     |
| Charlotte           | 130-99                                     | 131-107                                    | Houston                                    | 130-125                                    | 151-114                                    | 129-122                                    | 113-99                                     |
| Miami               | 101-93                                     | 119-138                                    |                                            |                                            |                                            |                                            |                                            |
| Orlando             | 113-108                                    | 123-115                                    | New Orleans                                | 132-111                                    | 116-101                                    | 102-113                                    | 131-138 (OT)                               |
| Washington          | 103-97                                     | 92-102                                     | San Antonio                                | 121-113                                    | 135-129                                    | 124-122 (OT)                               | 126-120 (OT)                               |
| Division            | 8-2 (Domicile : 5-0; Extérieur : 3-2)      | 8-2 (Domicile : 5-0; Extérieur : 3-2)      | Division                                   | 12-2 (Domicile : 7-0; Extérieur : 5-2)     | 12-2 (Domicile : 7-0; Extérieur : 5-2)     | 12-2 (Domicile : 7-0; Extérieur : 5-2)     | 12-2 (Domicile : 7-0; Extérieur : 5-2)     |
| Conférence          | 21-9 (Domicile : 13-2; Extérieur : 8-7)    | 21-9 (Domicile : 13-2; Extérieur : 8-7)    | Conférence                                 | 30-22 (Domicile : 22-4; Extérieur : 8-18)  | 30-22 (Domicile : 22-4; Extérieur : 8-18)  | 30-22 (Domicile : 22-4; Extérieur : 8-18)  | 30-22 (Domicile : 22-4; Extérieur : 8-18)  |
| Total               | 51-31 (Domicile : 35-6; Extérieur : 16-25) | 51-31 (Domicile : 35-6; Extérieur : 16-25) | 51-31 (Domicile : 35-6; Extérieur : 16-25) | 51-31 (Domicile : 35-6; Extérieur : 16-25) | 51-31 (Domicile : 35-6; Extérieur : 16-25) | 51-31 (Domicile : 35-6; Extérieur : 16-25) | 51-31 (Domicile : 35-6; Extérieur : 16-25) |

## Classements
| Conférence Ouest | Conférence Ouest                     | Conférence Ouest | Conférence Ouest | Conférence Ouest | Conférence Ouest | Conférence Ouest | Conférence Ouest |
| No               | Franchise                            | Vic.             | Def.             | MJ               | V/D              | GB               |                  |
| ---------------- | ------------------------------------ | ---------------- | ---------------- | ---------------- | ---------------- | ---------------- | ---------------- |
| 1                | c - Nuggets de Denver                | 53               | 29               | 82               | .646             | -                |                  |
| 2                | y - Grizzlies de Memphis             | 51               | 31               | 82               | .622             | 2                |                  |
| 3                | y - Kings de Sacramento              | 48               | 34               | 82               | .585             | 5                |                  |
| 4                | x - Suns de Phoenix                  | 45               | 37               | 82               | .549             | 8                |                  |
| 5                | x - Clippers de Los Angeles          | 44               | 38               | 82               | .537             | 9                |                  |
| 6                | x - Warriors de Golden State         | 44               | 38               | 82               | .537             | 9                |                  |
|                  |                                      |                  |                  |                  |                  |                  |                  |
| 7                | x - Lakers de Los Angeles            | 43               | 39               | 82               | .524             | 10               |                  |
| 8                | x - Timberwolves du Minnesota        | 42               | 40               | 82               | .512             | 11               |                  |
| 9                | pi - Pelicans de La Nouvelle-Orléans | 42               | 40               | 82               | .512             | 11               |                  |
| 10               | pi - Thunder d'Oklahoma City         | 40               | 42               | 82               | .488             | 13               |                  |
|                  |                                      |                  |                  |                  |                  |                  |                  |
| 11               | o - Mavericks de Dallas              | 38               | 44               | 82               | .463             | 15               |                  |
| 12               | o - Jazz de l'Utah                   | 37               | 45               | 82               | .451             | 16               |                  |
| 13               | o - Trail Blazers de Portland        | 33               | 49               | 82               | .402             | 20               |                  |
| 14               | o - Rockets de Houston               | 22               | 60               | 82               | .268             | 31               |                  |
| 15               | o - Spurs de San Antonio             | 22               | 60               | 82               | .268             | 31               |                  |

| Division Sud-Ouest            | V  | D  | MJ | V/D  | GB | Dom   | Ext   | Div  |
| ----------------------------- | -- | -- | -- | ---- | -- | ----- | ----- | ---- |
| y - Grizzlies de Memphis      | 51 | 31 | 82 | .622 | –  | 35-6  | 16-25 | 13-3 |
| pi - Pelicans de Nlle-Orléans | 42 | 40 | 82 | .512 | 9  | 27-14 | 15-26 | 11-5 |
| o - Mavericks de Dallas       | 38 | 44 | 82 | .463 | 13 | 23-18 | 15-26 | 9-7  |
| o - Rockets de Houston        | 22 | 60 | 82 | .268 | 29 | 14-27 | 8-33  | 4-12 |
| o - Spurs de San Antonio      | 22 | 60 | 82 | .268 | 29 | 14-27 | 8-33  | 3-13 |